# Église Saint-Nicolas de Charmes
L’église Saint-Nicolas de Charmes est une église catholique française, située dans le département des Vosges, dans la commune de Charmes.

## Historique
L’église paroissiale de Charmes (1493) a pour patron saint Nicolas dont le culte s’est développé en Lorraine dès le XIIe siècle.
Classée au titre des monuments historiques par arrêté du 13 juin 1913, la chapelle des Savigny (1537), dite aussi de saint Hubert , date du XVIe siècle et est érigée dans un style Renaissance.
L'église (sauf la chapelle classée) est inscrite monument historique par arrêté du 3 juillet 1926.

## Description

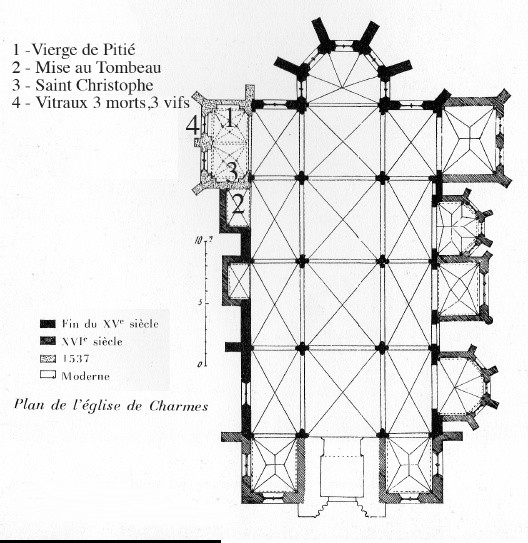
Plan de l'église de Charmes.

Orientée est-ouest, elle se compose d’une nef de quatre travées, de deux bas-côtés, d’un chœur pentagonal, de sept chapelles annexes, et d’un clocher de style moderne en béton à la suite de son bombardement en 1944 par les Allemands.
L'orgue de l'église a été construit par Jacquot-Lavergne en 1956.
L'église renferme une châsse vitrée présentant une effigie de cire et des reliques de saint Jean Vincent, supposé soldat romain compagnon de saint Maurice. Elle aurait été ramenée de Rome en 1788 à l'instigation de la pieuse Carpinienne Mme de Langeac (née demoiselle de Lenoncourt).